# Mammea touriga
Mammea touriga är en tvåhjärtbladig växtart som först beskrevs av Cyril Tenison White och Francis, och fick sitt nu gällande namn av L. S. Smith. Mammea touriga ingår i släktet Mammea och familjen Calophyllaceae. Inga underarter finns listade i Catalogue of Life.